# تيرينس دونيلي
تيرينس دونيلي (بالإنجليزية: Terence Donnelly)‏ هو لاعب قذف بريطاني، ولد في 1959 في Ballycastle, County Antrim ‏ في المملكة المتحدة.